# 황장수
황장수(黃壯秀, 1964년 11월 26일~)는 대한민국의 정치인, 시민사회운동가, 시사평론가, 저술가, 기업인이다. '미래경영연구소'의 소장으로 《유튜브 황장수의 뉴스 브리핑》을 진행하고 있다.
부산 출생으로, 경상북도 김천에서 유아기를 보낸 적이 있다. 서울대학교 농업경제학과를 나왔으며, 서울대학교 대학원 석사과정을 수료하였다. 한국농업경영인중앙연합회 사무총장 등을 거쳐 1998년 3월부터 1999년 3월까지 김성훈 농림부 장관의 비서실 공보자문특보비서관을 지냈다.
1999년 새정치국민회의에 영입 이후 김대중 새천년민주당 총재 특별보좌역 등을 지냈다. 2000년 4월, 16대 총선에서 경상남도 사천시 새천년민주당 국회의원 후보로 출마, 낙선하였으며 이후 새천년민주당 정책위원회 부위원장 등을 역임하였다. 농어촌발전위원회 사무위원, 의료보험통합추진위원회 총무위원, 자영자소득파악위원회 실무위원, 한국농림수산정보센터 대표 소장 겸 사장 등 각종 위원 및 임원 등으로도 활동하였다.
2002년 10월, 새천년민주당 탈당 이후 2021년 4월 혁명21 창당하였다.

## 주요 이력
- 한국농업경영인중앙연합회 사무총장
- 김성훈 농림부 장관 비서실 공보자문특보비서관
- 재단법인 한국농림수산정보센터 대표 소장 겸 사장
- 새천년민주당 김대중 총재 특별보좌역
- 새천년민주당 정책위원회 부의장

## 학력
- 부산 배정고등학교 졸업
- 서울대학교 농업경제학과 학사
- 서울대학교 대학원 농업경제학과 농학 석사 과정 수료

## 주요 행적
- 2009년 4월 27일, 그는 오후 서울 장충체육관에서 열린 "대한민국 주적 노무현 단죄 결의 국민궐기대회"에서 연사로 참여.[1][2]
- 2012년 11월 18일, 그는 변희재 미디어워치 대표가 주최한 《사망유희》 토론에 참여. 당시 진중권 논객을 상대로 토론을 벌였다. 토론에서 안철수 당시 대한민국 대통령 선거 후보의 딸이 호화 유학을 한다는 등의 주장과 함께 관련 사진을 제시했다. 진중권 논객은 토론 주제를 벗어난 네거티브의 토론 100분이 되기 전에 토론 중단을 선언했다.[3]
- 2015년 5월 20일부터 주요 뉴스를 평론하는 ‘황장수의 뉴스브리핑’을 매일 본인의 블로그와 유튜브를 통해 방영하고 있다.
- 2021년 12월 22일에 대한민국 제20대 대통령 선거 혁명21 후보 선출 과정에서 단독 입후보하여 당원 온라인 투표를 통하여 후보로 추대되었다.[4] 그러나 황장수는 2022년 2월 10일에 황장수의 뉴스브리핑 유튜브 채널 커뮤니티에 올라온 공지를 통해 건강상 문제를 이유로 불출마한다고 밝혔다.[5]

## 논란

### 안철수 前 교수에 관한 의문 제기
그는 안철수에 대해 착한 사업가라는 데에 의문을 제기했다. 그는 자신의 저서 《안철수, 만들어진 신화》에서 “1999년 안철수연구소가 신주인수권부사채를 저가발행한 뒤 이듬해 안 후보가 이를 행사해 수백억 원의 차익을 가져갔다”고 주장했다. 그는 안철수가 이 과정에서 배임에 해당하는 불법행위를 저질렀다고 주장했다. 이에 대해 안철수 측은 당시 신주인수권부사채 발행과 행사 시에 기존 주주들의 반대가 전혀 없었음을 들면서 적법절차에 맞게 처리했다고 해명했다.

### 신재민 前 기획재정부 사무관 정신병원 강제 입원 관련 유튜브 왜곡 보도 논란
그는 자신의 유튜브 방송에서 2019년 2월 20일 "뉴스 브리핑" 보도 언사 언급하기를 "신재민 前 기획재정부 사무관 그를 한 달 넘게 국가에서 강제 입원을 시켰다...", "아직도 국내 의료 분야야말로 너무나 문제가 많다..." 등등 그런 뉴스를 유튜브 방송을 통해 보도하며 논란이 되고 있다.

## 저서
- 《안철수, 만들어진 신화》, 2012년 9월
- 《정치사기꾼과 세금도둑들》, 2012년 12월
- 《공공의 부패》, 2013년 11월
- 《개혁보수의 미래 (with 황장수)》, 2014년 3월
- 《황장수 한국탐험 1. 국회》, 2014년 11월

## 역대 선거 결과
| 실시년도 | 선거   | 대수 | 직책     | 선거구      | 정당         | 득표수  | 득표율          | 순위 | 당락 | 비고 |
| -------- | ------ | ---- | -------- | ----------- | ------------ | ------- | --------------- | ---- | ---- | ---- |
| 2000년   | 총선   | 16대 | 국회의원 | 경남 사천시 | 새천년민주당 | 9,308표 | \| \| 16.35% \| | 3위  | 낙선 |      |
|          | 16.35% |      |          |             |              |         |                 |      |      |      |

## 같이 보기
- 이철희
- 변희재